# هومبان
هومبان (عیلامی: 𒀭𒃲𒈨𒌍، dhu-um-ban و نیز dhu-ban، هوبان) خدایی عیلامی بود. در قدیمی‌ترین اسناد مربوط به دین عیلامی نام او آمده است اما از دوره عیلامی نو بود که اهمیت ویژه پیدا کرد. او با مفهوم کیتین یا حمایت الهی در ارتباط بود. 
با توجه به جایگاه او در دین نوعیلامی، حاکمان نخستینی که از خاندان هخامنشی برخاستند (همانگونه که در بایگانی‌های اداری تخت جمشید آمده است) نیز او را می‌پرستیدند و نام او بیش از حتی اهورامزدا ذکر شده است.

## شخصیت
احتمالا با وجود آن که در غرب عیلام اینشوشیناک در راس پانتئون وجود داشت اما در سمت شرق هومبان جایگاه بالاتری داشت.

### کیتین
هومبان را خدای بخشندهٔ کیتین به حاکمان می‌دانستند.

## پرستش
قدیمی‌ترین منبعی که نام هومبان در آن آمده «قرارداد نارام سین» است.

### پذیرش هخامنشیان
در بایگانی‌های اداری تخت جمشید، نام هومبان بیش از هر خدای عیلامی یا پارسی دیگری آمده است (بیست و شش بار). برای مقایسه، اهورا مزدا فقط ده بار ذکر شده است. میزان غله‌ای که بر اساس این اسناد، به هومبان اهدا شده سه برابر بیش از آن است که به اهورا مزدا تقدیم شده است. این نظر وجود دارد که در این دوره نباید او را خدایی عیلامی در نظر گرفت بلکه خدایی پارسی است.
مری بویس تا آنجا پیش رفت که اظهار داشت برتری هومبان در دوره نو-عیلامی بر جایگاه اهورامزدا در دین ایرانیان تاثیر گذاشته است اما ووتر هنکلمن این پیشنهاد را کاملا گمانه‌زنی می‌داند. با این وجود قابل قبول است که مفهوم کیتین که در دوره عیلامی نو با هومبان در ارتباط بود، بعدا به اهورامزدا نسبت داده شده باشد، همانگونه که این موضوع با استفاده از این واژه در کتیبه‌ای از خشایارشا نشان داده شده است. نقش اهورامزدا به عنوان برگزیننده الهی پادشاه احتمالا از روی هومبان الگوبرداری شده است.

### پذیرش در بین‌النهرین
هومبان در چهار نام از نیپورِ دورهٔ کاسیان ذکر شده است که این بیش از هر خدای دیگری است که نه منشا بین‌النهرینی یا کاسی دارد؛ تنها استثنا تشوب در دین هوری است که در پانزده نام وجود دارد و سیموت که در نَه اسم حضور دارد.

## نظریه‌های رد شده

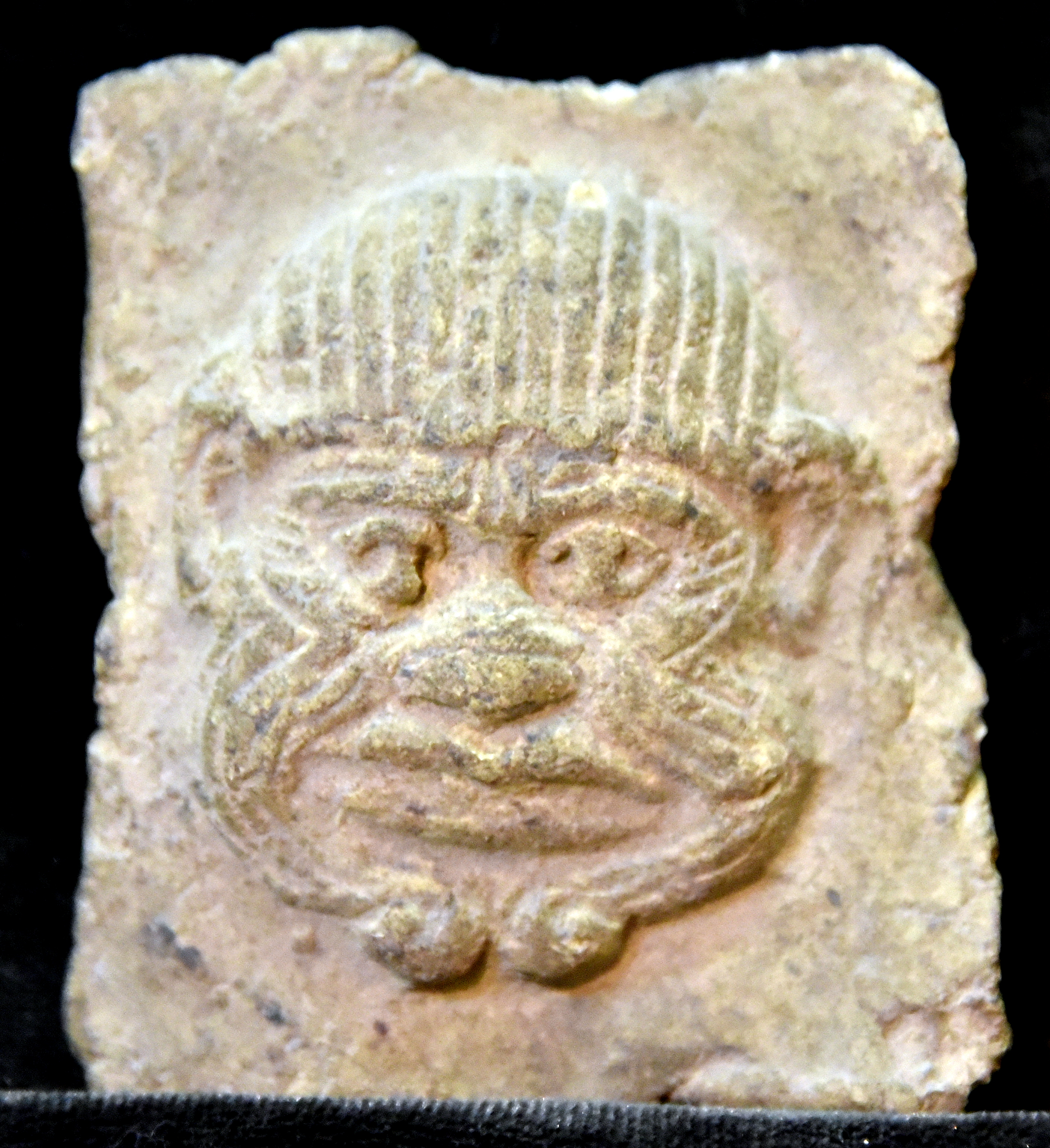
پلاک رسی با تصویر هومبابا، در گذشته به اشتباه آن را به هومبان نسبت می‌دادند. موزه سلیمانیه، عراق.

گرچه در تحقیقات پیشین هومبابا (نگهبان جنگل سدر در حماسه گیلگمش) را الگو گرفته شده از هومبان می‌دانستند اما بنا به گفته اندرو جرج این کار بر اساس «نتیجه‌گیری‌های تاریخی نامطمئن» انجام شده است. نام هومبابا وابستگی زبانی مشخصی ندارد و نگارش آن در مکان‌ها و دوره‌های زبانی مختلف متفاوت است؛ صورت اصلی آن، هوواوا است. بر اساس گواهی‌های سلسله سوم اور، چنین فرض می‌شود که در ابتدا یک نام شخصی معمولی بوده که در بین‌النهرین استفاده می‌شد.